# Miriquidica
Miriquidica is een geslacht van korstmossen dat behoort tot de familie Lecanoraceae. De typesoort is Miriquidica complanata.

## Soorten
Volgens Index Fungorum telt het geslacht 33 soorten (peildatum december 2021):
| Soortnaam                  | Auteur(s)                                | Publicatiejaar |
| -------------------------- | ---------------------------------------- | -------------- |
| Miriquidica aeneovirens    | (Müll. Arg.) Hafellner                   | 2018           |
| Miriquidica atrofulva      | (Sommerf.) A.J. Schwab & Rambold         | 1990           |
| Miriquidica complanata     | (Körb.) Hertel & Rambold                 | 1987           |
| Miriquidica deusta         | (Stenh.) Hertel & Rambold                | 1987           |
| Miriquidica disjecta       | (Nyl.) Hertel & Rambold                  | 1987           |
| Miriquidica effigurata     | Fryday & Coppins                         | 2008           |
| Miriquidica garovaglii     | (Schaer.) Hertel & Rambold               | 1987           |
| Miriquidica gyrizans       | Fryday                                   | 2020           |
| Miriquidica instrata       | (Nyl.) Hertel & Rambold                  | 1987           |
| Miriquidica intrudens      | (H. Magn.) Hertel & Rambold              | 1987           |
| Miriquidica invadens       | Hafellner, Obermayer & Tretiach          | 2014           |
| Miriquidica lapponica      | A.J. Schwab & Rambold                    | 1990           |
| Miriquidica leucophaea     | (Flörke ex Rabenh.) Hertel & Rambold     | 1987           |
| Miriquidica limitata       | Hertel & Rambold                         | 1987           |
| Miriquidica lulensis       | (Hellb.) Hertel & Rambold                | 1987           |
| Miriquidica majae          | Tønsberg                                 | 2019           |
| Miriquidica mexicana       | Rambold, Sipman & Hertel                 | 1996           |
| Miriquidica molybdochroa   | (Hertel) Hertel & Rambold                | 1987           |
| Miriquidica nigroleprosa   | (Vain.) Hertel & Rambold                 | 1987           |
| Miriquidica obnubila       | (Th. Fr. & Hellb.) Hertel & Rambold      | 1987           |
| Miriquidica paanaensis     | (Räsänen & Laurila) M.P. Andreev         | 2004           |
| Miriquidica picea          | (M.P. Andreev) Øvstedal                  | 2009           |
| Miriquidica plumbea        | (Garov.) Hafellner, Obermayer & Tretiach | 2014           |
| Miriquidica plumbeoatra    | (Vain.) A.J. Schwab & Rambold            | 1990           |
| Miriquidica pulvinatula    | (Arnold) Hertel & Rambold                | 1987           |
| Miriquidica pycnocarpa     | (Körb.) M.P. Andreev                     | 2004           |
| Miriquidica scotopholis    | (Tuck.) B.D. Ryan & Timdal               | 2004           |
| Miriquidica squamulosa     | Fryday                                   | 2008           |
| Miriquidica stellata       | Fryday                                   | 2008           |
| Miriquidica subplumbea     | (Anzi) Cl. Roux                          | 2011           |
| Miriquidica ventosa        | (Vain.) Timdal                           | 1993           |
| Miriquidica verrucariicola | (B.D. Ryan) K. Knudsen & Kocourk.        | 2015           |
| Miriquidica yunnanensis    | Lu L. Zhang & X. Zhao                    | 2013           |